# タクナ歴史博物館
タクナ歴史博物館（タクナれきしはくぶつかん）は、ペルーのタクナにある歴史博物館である。
町の中心部にある市の建物の一角、2階が博物館となっており、1957年に建てられた。
同じ建物内1階にタクナ公立図書館がある。
ペルーの解放・独立時代やペルー共和国初期、チリとの戦争時などのペルーの歴史的価値のある文書や展示物がある。

## 沿革
- 1957年設立。

## 施設情報
- 開館時間

月曜～金曜8:00-13:00/15:00-17:00
- 入館料

大人2ソル、学生1ソル、子供0.5ソル（2014.7月現在）
- 住所

Calle Apurímac 202

## 周辺施設
- 鉄道博物館 (タクナ)
- タクナ大聖堂
- タクナ・アーチ
- タクナ装飾噴水
- タクナ市民劇場
- タクナ公立図書館
- セラの家
- タクナ裁判所
- ブログネシ通り
- タクナ・鉄道公園